# 3. korpus (Vietnamska ljudska armada)
3. korpus (vietnamsko Binh đoàn Tây Nguyên; dobesedno Korpus Tây Nguyêna) je korpus Vietnamskih ljudskih kopenskih sil.

## Zgodovina
Med vietnamsko vojno je korpus imel pomembno vlogo v kampanji Ho Či Minha in med poznejšo kamboško-vietnamsko vojno. 

## Organizacija
Trenutna
- Visoko poveljstvo
- Štab
- Politični oddelek
- Oddelek logistike
- Oddelek tehnologije
- 10. pehotna divizija
- 316. pehotna divizija
- 320. divizija
- 312. polk zračne obrambe
- 273. tankovski polk
- 675. artilerijski polk
- 198. polk specialnih sil
- 29. komunikacijski polk
- 545. polk inženircev